# Jan Velkoborský
Jan Velkoborský (* 14. července 1975, Plzeň) je český fotbalový obránce a bývalý reprezentant.

## Klubová kariéra
Odchovanec Plzně, hrál ve Svéradicích, ve Stříbře, v Karlových Varech, z Viktorie Plzeň ho v roce 1999 získal FK Chmel Blšany. V lednu 2003 odešel na hostování do druholigového německého klubu LR Ahlen. Po roce a půl se vrátil do Česka do FC Baník Ostrava. Neprosadil se a v lednu 2005 odešel na hostování do Viktorie Žižkov. V létě 2005 se vrátil do Ahlenu, pak hrál za SV Elversberg a od léta 2008 v Karlových Varech. V lize odehrál 181 utkání a dal 13 gólů.

## Reprezentační kariéra
Jan Velkoborský odehrál za český tým do 21 let jeden zápas, 7. 6. 1997 kvalifikační utkání se Španělskem (porážka 0:4).
V českém reprezentačním A-týmu nastoupil v roce 2001 ve dvou utkáních, 15. srpna proti Jižní Koreji (výhra 5:0) a 15. září proti Maltě (výhra 3:2).